# Kazachse Autonome Socialistische Sovjetrepubliek
De Kazachse Autonome Socialistische Sovjetrepubliek (Russisch: Казакская Автономная Социалистическая Советская Республика) of Kazachse ASSR (Russisch: Казакская АССР) was een autonome republiek van de Sovjet-Unie.
De Kazachse Autonome Socialistische Sovjetrepubliek ontstond uit de Kirgizische Autonome Socialistische Sovjetrepubliek die op 20 augustus 1920 opgericht was. In 1925 werd de republiek hernoemd tot de Kazachse Autonome Socialistische Sovjetrepubliek. In 1929 werd de hoofdstad van Kzyl-Orda verplaatst naar Alma-Ata. Ten gevolge van gedwongen landbouwcollectivisatie ontstond de Kazachse Hongersnood, waarbij naar schatting tussen de 1,5 miljoen en 2,3 miljoen mensen stierven in de periode 1930 – 1933.
Op 5 december 1936 werd de Kazachse Autonome Socialistische Sovjetrepubliek hervormd tot een volwaardige socialistische sovjetrepubliek, de Kazachse Socialistische Sovjetrepubliek. De naam van de republiek werd veranderd omdat het volgens de Russen verward kon worden met Kozakken (казаки).